# Italo disco
Italo disco (também escrito Italo-disco) é um gênero de música eletrônica que emergiu na Itália no final dos anos 1970 e atingiu seu auge durante a década de 1980. O gênero emprega bateria eletrônica, sintetizadores e, ocasionalmente, vocoders. Geralmente é cantado em inglês e, em menor grau, em italiano.
A origem do nome do gênero está fortemente ligada aos esforços de marketing da gravadora ZYX, que começou a licenciar e comercializar a música fora da Itália em 1982. Artistas como Sabrina Salerno, Baltimora e Gazebo, são considerados como os maiores artistas do gênero. O Italo disco desapareceu no início da década de 1990 e se diversificou em vários gêneros musicais, tais como: Eurobeat, Italo house e Italodance.